# Ekboarmia
Ekboarmia es un género de polilla de la familia Geometridae. Fue descrita por primera vez por Eugen Wehrli en 1943 y se puede encontrar distribuido en Europa.

## Especies
El género Ekboarmia contiene cuatro especies distribuidas en regiones puntuales de Europa:
- Ekboarmia atlanticaria (Staudinger, 1859)
  - Exboarmia atlanticaria ssp. holli (Oberthür, 1909)
- Ekboarmia fascinataria (Staudinger, 1900)
- Ekboarmia miniaria Skou, Stüning & Sihvonen, 2017
- Ekboarmia sagnesi Dufay, 1979

## Descripción
Las especies género Ekboarmia son polillas de tamaño mediano con colores marrón grisáceo como es característico ver en especies de su tribu Boarmiini. En varios estudios genéticos se han presentado evidencias que el género Ecleora sea taxón hermana del género Ecleora.